# International FM
International FM var en privat lokalradiostation i Norrköping.

## Bakgrund
International FM sände över Norrköping. Stationen spelade ofta musik på andra språk än engelska och svenska, samtidigt som de ville ha en lokal förankring i Norrköping och Östergötland. Stationen var en av de första att få sändningstillstånd efter att nya regler införts som ersatte licensauktionerna med en urvalsprocess. Kanalens långsamma start kritiserades av konkurrenter, som ansåg att kanalen var en ursäkt för licensinnehavaren Radio & Co att utesluta dem från sin dominerande ställning på den lokala marknaden.
Norrköpingskoncessionen 100,9 blev intressant efter att Norrköpings Radio & Co beslutat att lägga ner sina tidigare radiostationer i Östergötland och Sörmland, Radio Match och Gold FM, på grund av de fyra licensernas höga koncessionsavgifter. Exempelvis betalade man 1 288 500 kronor per år för 106,5 i Norrköping (inklusive tre slavsändare). Däremot sände International FM på en koncession vilken endast hade en avgift på 42 000. Dessa licenser har dock ofta strikta krav på lokalt producerat material. Under sin existens fälldes stationen flera gånger av granskningsnämnden för att man inte hade tillräckligt lokalt förankrade sändningar. I mars år 2006 meddelades att stationen skulle få ny inriktning, och dessutom även börja sända över Linköping. Den nya stationen fick namnet East FM, vilket Radio Match (106,5) i Norrköping hette mellan åren 1991-1997. Den 18 april samma år klockan 15:00 ersattes International FM med East FM.
International FM sände på frekvensen 100,9 MHz. Kanalen hade ett universum (maximal möjlig räckvidd) på 142 000 personer. Det kan dock tilläggas att koncessionen idag har ett större universum, då man i samband med övergången till East FM fick en slavsändare i Linköping. Stationens officiella webbplats återfanns på www.internationalfm.tk.